# Ngày gia đình Việt Nam
Ngày gia đình Việt Nam là một ngày lễ tôn vinh gia đình Việt Nam, là ngày mọi người trong gia đình quan tâm đến nhau, ngày mà  xã hội quan tâm đến trẻ nhỏ và những người không có cha mẹ, cặp vợ chồng phải hiểu được giá trị mái ấm và cùng nhau vượt qua sóng gió để có một gia đình hạnh phúc "Xây dựng gia đình no ấm, bình đẳng, tiến bộ và hạnh phúc". 
Từ năm 2001, Phó Thủ tướng Chính phủ Việt Nam Phạm Gia Khiêm ký ban hành Quyết định 72/2001/QĐ-TTG chọn ngày 28 tháng 6 hàng năm là ngày gia đình Việt Nam.